# Hideaki
Hideaki (ひであき) es un nombre japonés masculino. 

## Escrituras posibles
Hideaki puede ser escrito utilizando diferente kanji caracteres y puede significar:
- 秀秋, "excelente", "otoño"
- 英秋, "excepcional", "otoño"
- 秀明, "excelente", "brillante"
- 英明, "excepcional", "brillante"
- 秀朗, "excelente", "claro"
- 秀昭, "excelente", "brillante"
- 英昭, "excepcional", "brillante"
- 秀章, "excelente", "composición"
- 秀聡, "excelente", "sensato"
- 秀彰, "excelente", "claro"

Un popular kanji es 明 (la combinación de dos caracteres diferentes 日 = sol y 月 = luna) que significa «la luz que proviene del sol», «luz solar y luz de luna», «brillante», «inteligente», «cordura» o «verdad». El nombre también puede ser escrito en hiragana.
- Datos: Q15719495